# Subbdelloidina
Subbdelloidina es un género de foraminífero bentónico de la subfamilia Placopsilininae, de la familia Placopsilinidae, de la superfamilia Lituoloidea, del suborden Lituolina y del orden Lituolida. Su especie tipo es Subbdelloidina haeusleri. Su rango cronoestratigráfico abarca el Jurásico.

## Discusión
Clasificaciones previas incluían Subbdelloidina en el suborden Textulariina del orden Textulariida, o en el orden Lituolida sin diferenciar el suborden Lituolina.

## Clasificación
Subbdelloidina incluye a las siguientes especies:
- Subbdelloidina haeusleri †
- Subbdelloidina luterbacheri †